# Giancarlo Perego

Wappen von Giancarlo Perego

Giancarlo Perego (* 25. November 1960 in Vailate, Provinz Cremona, Italien) ist ein italienischer Geistlicher und römisch-katholischer Erzbischof von Ferrara-Comacchio.

## Leben
Giancarlo Perego empfing am 23. Juni 1984 durch den Bischof von Cremona, Enrico Assi, das Sakrament der Priesterweihe. Im Bistum Cremona war er zunächst als Pfarrvikar tätig. 1993 wurde er Sekretär von Bischof Giulio Nicolini, was er bis 1994 blieb. Von 1997 bis 2002 war Perego Direktor der diözesanen Caritas. Papst Benedikt XVI. verlieh ihm am 30. April 2009 den Titel Kaplan Seiner Heiligkeit. Von 2012 bis 2016 war Perego Konsultor des Päpstlichen Rates der Seelsorge für die Migranten und Menschen unterwegs.
Am 15. Februar 2017 ernannte ihn Papst Franziskus zum Erzbischof von Ferrara-Comacchio. Der Bischof von Cremona, Antonio Napolioni, spendete ihm am 6. Mai desselben Jahres die Bischofsweihe. Mitkonsekratoren waren sein Amtsvorgänger Luigi Negri und Guerino Di Tora, Weihbischof in Rom.